# Georgenberg (Gemeinde Kuchl)
Georgenberg ist eine Streusiedlung, Ortschaft und Katastralgemeinde der Salzburger Gemeinde Kuchl.
Im Ort liegt die Erhebung Georgenberg und darauf die Filialkirche St. Georg am Georgenberg.
Die Ortslage ist zumindest seit dem Hochmittelalter kultiviert. Georgenberg ist urkundlich erstmals 1243 im Salzburger Urkundenbuch erwähnt, wo ein „mansum dimidium sub monte sancti Georgii“ (die Hälfte einer Manse am Fuß des Sankt-Georgs-Bergs) genannt wird.
Die Straße Georgenberg verbindet den Ort mit der Salzachtal Straße. An dieser befindet sich die Postbus-Haltestelle Kuchl Georgenberg, wo eine Busverbindung nach Golling sowie nach Hallein besteht.